# Elefante-indiano
O elefante-indiano (Elephas maximus indicus) é uma das subespécies de elefante-asiático nativa do subcontinente indiano. Atingem uma altura nos ombros entre 2 e 3,5 metros e peso de até 4 toneladas. A Índia concentra a maior parte da população de elefantes-asiáticos com cerca de 57% da população.